# Jean-Frédéric d’Ostervald

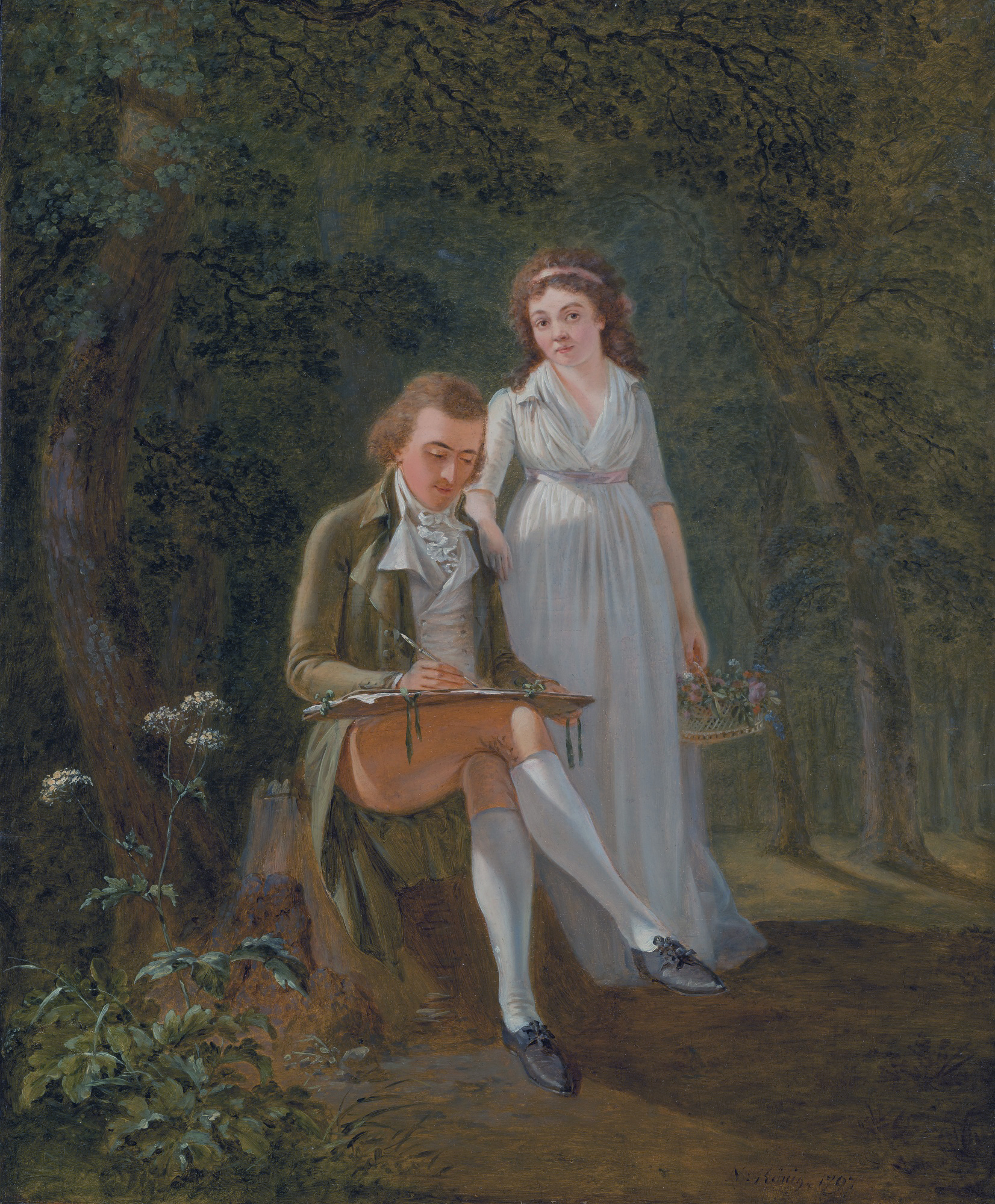
Jean Frédéric d’Ostervald (1773–1850) und Frau Rose-Marie Alexandrine d’Ivernois (Franz Niklaus König, 1797)

Jean-Frédéric d’Ostervald (* 13. Mai 1773 Neuenburg; † 14. Januar 1850) war ein Schweizer Kartograph und Generalkommissär.

## Leben
Jean-Frédéric d’Ostervald wurde als zweites von neun Kindern in  einer wohlhabenden und einflussreichen Familie der Stadt Neuenburg geboren. Sein Urgrossvater war der reformierte Theologe gleichen Namens und sein Großvater der sachkundige Herausgeber des Gewohnheitsrechts des Fürstentums. Jean-Frederics Vater Ferdinand war Oberstleutnant in niederländischen Diensten und war mit Elisabeth Pury verheiratet. Jean-Frederic verlor seinen Vater bereits mit acht Jahren. Es gibt keine Hinweise über die Ausbildung des Knaben. Vermutlich besuchte er das Kollegium der Stadt. Erst seine Hochzeit ist urkundlich festgehalten. Am 2. März 1795 heiratete der 22-jährige Ostervald Rose-Marie Alexandrine d’Ivernois, Tochter eines Staatsrates und Finanzdirektors. Dieser Ehe entstammten vier Töchter.

## Werk
Um eine Anstellung als Adjunkt zur Erneuerung der Pläne und Lehensurbare des Fürstentums Neuenburg (unter dem König von Preussen) zu erhalten, musste sich Ostervald Kenntnisse in der Vermessungstechnik aneignen. Deshalb hatte er sich mit Johann Georg Tralles in Verbindung gesetzt, der von 1785 bis 1803 Mathematik- und Physikprofessor an der Akademie in Bern war.
Ostervald selbst hatte sich bereits auf eigene Kosten an die Vermessungsarbeiten gemacht, als er dem König von Preussen eine generelle Geländeaufnahme und eine Gesamterneuerung der Lehensanerkennungen, einem Vorläufer des heutigen Grundbuches, vorschlug. Ostervald wollte eine sehr detaillierte Aufnahme (Massstab von einem Zoll auf 500 Fuss, also ungefähr 1:5000) machen und diese auf eine Reihe von trigonometrisch vermessenen Hauptdreiecken (siehe Triangulation) stützen. Zudem wollte er auch alle Dörfer, Häuser, Strassen, Bäche, Wälder, Weinberge und Weiden erheben. Die Gesamtarbeit sollte fünf Jahre dauern und ungefähr 32 000 Pfund kosten. Doch mit diesen Forderungen war Ostervald seiner Zeit voraus. Nach mehrmaligen Anfragen des Staatsrates und nach einem zusätzlichen Bericht des königlichen Oberforstmeisters bewilligte der Hof in Berlin schliesslich 6000 Pfund für die Erstellung eines topographischen Planes.
In den Jahren nach der französischen Revolution herrschte politische Unstabilität. Der Zeitpunkt für solche Projekte war denkbar ungünstig. Napoleons Siegeszug durch Europa schien unaufhaltsam. Im Dezember 1804 krönte er sich selbst zum Kaiser, und 1806 marschierte er in Berlin als Sieger ein. Trotz einer totalen Niederlage wurde Preussen nicht ganz aufgelöst, sondern zu einem bedeutungslosen Mittelstaat degradiert. Die Hälfte seines Gebiets verlor es an Frankreich, so auch das Fürstentum Neuenburg.
Diese politischen Wirren widerspiegelten sich in finanziellen Problemen. Ende 1805 erhielt Ostervald das Geld für seine Arbeit, musste es jedoch 1806 auf königlichen Befehl wieder zurückzahlen, denn die Arbeiten waren zwar fortgeschritten, aber noch nicht fertig. Unmittelbar danach ging Neuenburg an Frankreich über. Das ursprünglich geplante Ziel einer Detailkarte war bei weitem nicht erreicht, als Ostervald 1811 seine Carte de la principauté de Neuchatel levée de 1801 à 1806 et dediée à Son Altesse sérénissime le Prince et Duc de Neuchâtel par J. F. d’Ostervald im Massstab 1:96.000 herausgab.
Als die Karte von Neuenburg fast fertig war, erteilte Napoleon gemäss seiner Strategie in Europa, jedoch ohne Kenntnis von Ostervalds Arbeit, den Befehl, das neu besetzte Fürstentum Neuenburg topographisch aufzunehmen. Als die dafür verantwortlichen Ingenieur-Geographen die Arbeiten von Ostervald sahen, erklärten sie, nichts Besseres machen zu können. So übergab Ostervald die Karte der neuen Regierung in Paris. Im Gegenzug erhielt er eine finanzielle Genugtuung von 8.000 Francs – wenn auch nicht im vollen Umfang der 12.000 Francs, die er ursprünglich verlangt hatte.
Es gibt wenig Anhaltspunkte über den dreissig Jahre dauernden Lebensabschnitt Ostervalds zwischen 1806 und 1836. Bis 1810 arbeitete Ostervald noch als Adjunkt in Neuenburg und erstellte Detailpläne, beispielsweise für das Strassenbauprojekt von Neuenburg nach La Chaux-de-Fonds und Le Locle. Danach trat er in die Handelsunternehmung seines Bruders Ferdinand ein, welche jedoch in den Jahren 1813 und 1814 grosse kriegsbedingte Verluste erlitt, so dass sie bankrottging. Spätestens 1821 liess sich Ostervald in Paris nieder. Da sein Bruder im Geschäftsleben wenig erfolgreich war, hoffte er mit der Übernahme eines Kunstverlages wenigstens sein Eigenkapital zu retten. Bisweilen war Ostervald Herausgeber und Zeichner zugleich. Er veröffentlichte wunderschöne Bildbände mit z. B. den folgenden Titeln: eine Reise über den Simplon nach Chamonix, Sizilien, der Mont Blanc, die Rhone. Leider verkauften sich diese Bände schlecht und ruinierten ihn schlussendlich.
Ab 1836 beschäftigte sich Ostervald wieder mit der Kartenkunde und führte für den Genfer Ingenieuroffizier Guillaume-Henri Dufour (1787–1875) die Triangulation des Kantons Genf durch. Dufour hatte 1832 die Leitung der eidgenössischen Landesvermessung übernommen und führte gleichzeitig die kantonale Vermessung seines Heimatkantons durch, gewissermassen als Probestück für die eidgenössische topographische Karte. Im Frühjahr 1836 entschied sich die Regierung von Neuenburg, eine überarbeitete Neuauflage von Ostervalds erster Neuenburger Karte herauszugeben. Im Herbst 1836 wurde zudem durch die „Kartenkommission des Fürstentums“ dem unterdessen 63-jährigen Ostervald die Projektleitung für die Neue Karte Neuenburgs übertragen. Damit verbunden war auch eine umfangreiche trigonometrische Vermessung der Region. 1846 konnte der nun 73-jährige Ostervald der Kartenkommission das vollendete Kartenwerk übergeben: je ein Satz von sechzehn Kartenblättern sowie zwölf Blätter in Strichzeichnung mit den Grenzen der Gerichtsbezirke. Ausgehändigt wurde das Werk an den Staatsrat und an den preussischen König, da Neuenburg damals sowohl zur Eidgenossenschaft als auch zu Preussen gehörte.
1844 war Ostervald von der Schweizerischen Naturforschenden Gesellschaft gebeten worden, eine Gesamtkarte der Schweiz herauszugeben. Dank seiner fachlichen Kompetenz und seinem grossen Bekanntenkreis unter den Fachleuten in der Schweiz und in Frankreich konnte Ostervald noch im selben Jahr die Herausgabe einer Topographischen Karte und Strassenkarte der Schweiz im Massstab 1:400.000 ankündigen. Als letztes Werk veröffentlichte Ostervald 1847 eine Hilfstafel zur Berechnung der Höhenunterschiede: Tables auxiliaires pour le calcul des differences de niveau sowie eine Zusammenstellung der Höhen des Landes mit 5550 Punkten: Recueil des hauteurs du pays. Leider verkaufte sich die Karte schlecht. Mit dem Untergang des Ancien Régime herrschte in Europa erneut eine Zeit des Umbruchs.

## Werke (Auswahl)
- Carte de la Principauté de Neuchâtel, levée de 1801 à 1806. Ch. Picquet, Paris 1806.
- Voyage pittoresque de Genève à Milan par le Simplon. Illustrations de Gabriel Lory, père et Gabriel Lory, fils. P. Didot l'aîné, Paris 1811.
- Carte topographique et routière de la Suisse et des contrées limitrophes. 1:400 000. Dressée et dessinée par Jean Frédéric d'Osterwald ; Gravée à Paris par Delsol ; Ecrit par Hacq. 1845.
- Carte de la Principauté de Neuchâtel levée aux frais de Sa Majesté dans les années de 1838 à 1845. Carédor, La Chaux-de-Fonds 1845.
  - Faksimileedition: Carte de la Principauté de Neuchâtel levée aux frais de Sa Majesté dans les années de 1838 à 1845. 1:25 000. 2e éd., réimpr. en facs. éd. par la Nouvelle Revue neuchâteloise, la Société neuchâteloise de géographie. Bibliothèque publique et universitaire, Neuchâtel 1985.
  - Mit Erläuterungen herausgegeben von Georges Grosjean: Kanton Neuenburg, Blatt Neuchatel. Ein Kartenblatt. Massstab 1:25000. 60 × 50 cm (Farbendruck), 47 × 41 cm Blattgrösse + 1 Beiblatt. Nachdruck der Ausgabe um 1846. Edition Plepp, A. Cavelti, Köniz bei Bern 1971.